# Torricella Sicura
Torricella Sicura là một đô thị và thị xã của Ý. Đô thị này thuộc tỉnh Teramo trong vùng Abruzzo. Torricella Sicura có diện tích 54 km2, dân số theo ước tính năm 2005 của Viện thống kê quốc gia Ý là 2724 người. 
Các đơn vị dân cư: Abetemozzo, Antanemuccio, Borgonovo, Colle Fiorito, Colle Sansonesco, Corvacchiano, Costumi, Faognano, Fornaci, Galliano, Ginepri, Ioanella, Magliano, Morricone, Pastignano, Piano Grande, Poggio Rattieri, Poggio Valle, Prognetto, San Felice, San Pietro ad Azzano, Santa Chiara, Santo Stefano, Scorzone, Tizzano, Valle Piola, Villa Popolo, Villa Riccio, Villa Tofo.
Đô thị Torricella Sicura giáp với các đô thị: